# Hiloni
Gli Hiloni (ebrei laici) sono persone di origine ebraica che si identificano culturalmente o etnicamente come ebrei, ma che non seguono attivamente la religione ebraica o non si considerano religiosi. L’ebraismo laico comprende una varietà di approcci che vanno dal secolarismo e dall’agnosticismo all’ateismo, ma si basa su un senso di appartenenza all’identità ebraica in termini storici, culturali, linguistici o nazionali, piuttosto che religiosi.

## Origini e contesto storico
L’ebraismo laico emerse in maniera più visibile nell’Europa dell’Illuminismo, quando molti ebrei iniziarono a integrarsi nelle società europee laiche, specialmente in Germania, Francia e nell’Impero Austro-Ungarico. Il movimento dell’Haskalah (l’Illuminismo ebraico), sorto nel XVIII secolo, promosse l’educazione secolare e una visione modernizzata dell’identità ebraica, che non escludeva ma ridimensionava l’aspetto religioso.
Nel XIX e XX secolo, l’emancipazione degli ebrei in Europa occidentale e centrale favorì l’ascesa di un’identità ebraica culturale e nazionale. Movimenti come il sionismo, il bundismo (socialismo ebraico laico) e l’ebraismo umanistico presero piede, fornendo alternative laiche all’ebraismo religioso.

## Identità e appartenenza
Gli ebrei laici si riconoscono in una tradizione ebraica condivisa che può includere:
- La lingua (yiddish, ebraico moderno, ladino)
- La storia del popolo ebraico
- Le festività reinterpretate in chiave culturale o simbolica
- La letteratura, la musica, il teatro e il pensiero ebraico
- L’etica sociale e l’impegno per la giustizia

Molti ebrei laici partecipano a celebrazioni tradizionali (come Pesach o Hanukkah), ma spesso in modo non religioso, valorizzando la memoria storica o familiare piuttosto che il significato teologico.

## Presenza globale

### Israele
In Israele, una parte significativa della popolazione ebraica si identifica come laica (“ḥiloni”). Nonostante l’influenza della religione nella vita pubblica israeliana, molti israeliani conducono una vita secolare, pur mantenendo un forte legame con la cultura e la storia ebraica.

### Diaspora
Nella diaspora, soprattutto in Nord America e in Europa, esistono organizzazioni e comunità ebraiche laiche, come scuole domenicali secolari, centri culturali e movimenti di rinnovamento laico. Il movimento dell’ebraismo umanistico, fondato da Sherwin Wine negli anni ’60, è un esempio esplicito di una filosofia ebraica non teistica.

## Critiche e controversie
L’ebraismo laico è stato talvolta criticato da settori dell’ebraismo ortodosso per il rischio di assimilazione e perdita di identità religiosa. Tuttavia, i sostenitori del laicismo ebraico sostengono che l’identità ebraica possa essere mantenuta e tramandata anche senza l’osservanza religiosa, attraverso la cultura, la memoria storica e la solidarietà etnica.